# 国民年金
| 国民年金（第1階）                                                 |             |
| 第1号被保険者                                                     | 1,449万人   |
| 第2号被保険者                                                     | 4,513万人   |
| 第3号被保険者                                                     | 793万人     |
| 被用者年金（第2階）                                               |             |
| 厚生年金保険                                                      | 4,047万人   |
| 公務員等                                                          | （466万人） |
| その他の任意年金                                                  |             |
| 国民年金基金 / 確定拠出年金（401k） / 確定給付年金 / 厚生年金基金 |             |

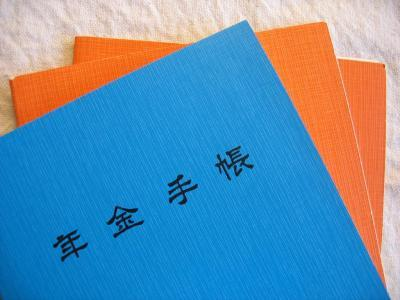
年金手帳

国民年金（こくみんねんきん）とは、日本の国民年金法によって規定されている、日本の公的年金のことである。現行制度は国民皆年金制度の基礎年金部分（1階部分、Basic Pension）に相当する。財源は社会保険料と、2分の1の国庫負担（租税）からなる（第85条）。
「国民年金」と呼ばれるが、実際に年金を受給する場合は給付の原因によって、老齢基礎年金、障害基礎年金、遺族基礎年金、寡婦年金、死亡一時金などと呼ばれる（受給・給付に関しては「国民」の文字は付かなくなる）。当初は無拠出の福祉年金として発足し、現在でも無拠出の給付（いわゆる「20歳前傷病による障害基礎年金」）があるため、福祉的な性格も併せ持つことから、制度としては「保険」の名はつかない。
現行法では日本国籍は要件とはされず、日本国籍を持たない人（日本に定住している在日外国人）も、所定の要件に該当すれば保険料を納めなければならない。また外国国籍のみを対象とする給付（脱退一時金）もある。

## 目的
日本国憲法第25条第2項「国は、すべての生活部面について、社会福祉、社会保障及び公衆衛生の向上及び増進に努めなければならない。」に規定する理念に基づき、すべての国民を対象に、老齢、障害又は死亡による所得の喪失・減少により国民生活の安定が損なわれることを国民の共同連帯により防止し、もって健全な国民生活の維持及び向上に寄与することを目的とする（第1条）。この目的を達成するために、国民の老齢・障害・死亡（障害・死亡については、その原因が業務上であるか業務外であるかを問わない）に関して必要な給付を行う（第2条）。
受給者数
2020年（令和2年）度末における公的年金の実受給者数（受給権者数から全額支給停止者を除いた数のうち重複のないもの）は4051万人であり、国民の約3割が公的年金を受給している。
保険料納付率
2021年（令和3年）度の国民年金保険料納付率の全国平均は73.9%（前年度比+2.4ポイント）である。ただし納付率とは当該年度分の保険料として納付すべき月数における当該年度中（翌年度4月末まで）に実際に納付された月数の割合から算出されている。保険料は原則過去2年分の納付が可能であり、過年度に納付されたものを加えた最終納付率は2019年（平成31/令和元年）度分については78.0%となっている。令和3年度の最終納付率（令和元年度分保険料）を5歳階級別にみると、おおむね年齢が上がるにつれて高くなっている。令和元年度の現年度納付率（令和元年度分保険料）と比較すると、若い年齢階級での上昇幅が大きい。
また、納付を免除、猶予された人の分を除外せずに算出する実質納付率は2006年（平成18年）度に49%と初めて5割を切った（社会保険庁調べ）。なお第1号被保険者だけではなく、第2号被保険者、第3号被保険者も考慮にいれると2006年（平成18年）度末において未納者（約322万人）、未加入者（約18万人）の公的年金加入者（約7041万人）に占める割合は5%となる。
令和3年度分保険料の納付状況を都道府県別にみると、納付率が高かった上位3県は、島根、新潟、富山となっている。反対に低かった下位3都府県は、沖縄、大阪、東京となっている。下位3都府県は8年連続で同じである。
日本の社会保障の中での割合
2019年（平成31/令和元年）度における日本の社会保障給付費は123兆9千億円余であるが、そのうち国民年金給付費は55兆4千億円余と社会保障給付費の44.7%を占めている。平成初~中期を通して概ね50%強で推移してきたが、福祉費用の急速な増大に伴い相対的に年金給付費の割合は減少しつつある。
2018年（平成30年）における高齢者世帯の1世帯当たり平均所得金額は「公的年金・恩給」が199万円で、総所得312万6000円のうちの63.6%を占めている。

## 管掌
「国民年金事業は、政府が管掌する。」と定められ（第3条）、厚生労働大臣がその責任者となるが、実際の運営事務の多くは日本年金機構（以下、「機構」と略す）に委任・委託されている。また、国民年金基金に係る権限、日本年金機構が滞納処分を行う場合の認可の権限等については、厚生労働大臣の委任を受けて地方厚生局長が行使している。さらに国民年金事業の事務の一部は、政令の定めるところにより、共済組合に行わせることができる。
なお、以下の事務については、市町村長が行うこととされる（施行令第1条の2）。
- 任意脱退の承認申請の受理
- 任意加入被保険者の資格取得の申出・資格喪失の申出の受理・審査
- 国民年金手帳の再交付の申請の受理
- 第1号被保険者期間のみを有する者の裁定請求の受理・審査
- 障害基礎年金の額の改定の請求の受理
- 申請免除等の申請の受理・審査
- 付加保険料納付の申出の受理・審査

## 財政

### 財政方針
「国民年金事業の財政は、長期的にその均衡が保たれたものでなければならず、著しくその均衡を失すると見込まれる場合には、速やかに所要の措置が講ぜられなければならない。」（第4条の2）とされ、さらに 「政府は、少なくとも5年ごとに、保険料及び国庫負担の額並びに国民年金法による給付に要する費用の額その他の国民年金事業の財政に係る収支についてその現況及び財政均衡期間における収支の見通し（『財政の現況及び見通し』）を作成しなければならない。」（財政検証、第4条の3）と定められ、将来の人口や経済の前提を設定したうえで、長期的な年金財政の見通しを作成し、給付と負担の均衡が図られているか確認する。そして「財政の現況と見通し」を作成したときは遅滞なくこれを公表しなければならない。「財政均衡期間」とは、「財政の現況及び見通し」が作成される年以降おおむね100年間を指す。
政府は、財政の現況及び見通しを作成するに当たり、国民年金事業の財政が、財政均衡期間の終了時に給付の支給に支障が生じないようにするために必要な積立金（年金特別会計の国民年金勘定の積立金）を保有しつつ当該財政均衡期間にわたってその均衡を保つことができないと見込まれる場合には、年金たる給付（付加年金を除く）の額（給付額）を調整するものとし、政令で、給付額を調整する期間（調整期間）の開始年度を定めるものとし、そして、政府は、調整期間において「財政の現況及び見通し」を作成するときは、調整期間の終了年度の見通しについても作成し、併せて、これを公表しなければならない（第16条の2）。「財政の現況及び見通し」が作成されるときは、厚生労働大臣は厚生年金の実施者たる政府が負担し、または実施機関たる共済組合等が納付すべき基礎年金拠出金について、その将来にわたる予想額を算定するものとする。

### 財政方式
国民年金は、創設当初、完全積立方式を採用していた。厚生年金については、昔の政府資料では1948年以降実質的に賦課方式に移行というものがあるが、1948年に国民年金は発足していないのでこれは国民年金には該当しない。国民年金については1966年（昭和41年）、1969年（昭和44年）、1973年（昭和48年）の法改正で給付額を大幅に引き上げ、保険料は段階的に引き上げを行うとされたことから、修正積立方式による財政運営に移行したとされる。その後、年々の年金給付に必要な費用を、その時々の被保険者納付する保険料で賄われる部分が徐々に拡大し、1985年（昭和60年）の基礎年金制度導入を含め年金制度全体が世代間扶養の性格を強めてきた。2004年（平成16年）の法改正による保険料水準固定方式の導入により、将来的に保険料は定額で固定されることとなり、賦課方式への移行が進められている。
完全積立方式
積立方式のうちで、保険料が将来にわたりすべての被保険者について平準的になるよう定められている財政方式。この方式では、保険料算定の基礎となる給付率、脱退率、死亡率、障害率などが予定どおりであれば、保険料は当初から一定し、積立金の額も年金数理的に健全なものとなる。ただし、初めから高率の保険料を徴収し、膨大な資金の蓄積が行われるため、その後の給付費の引き上げやインフレーションへの対応が困難な面がある。
修正積立方式
完全積立方式による財政方式で対応しにくい給付費の引き上げや、インフレーションへの対応を補うための方式で、積立方式を基本としながら経済情勢や人口構成の変動に応じて、年度ごとに負担率（保険料額）を変更していく方式。
賦課方式
一定期間の年金給付に必要な費用を、その期間の現役被保険者と国が納める保険料で賄う方式。

### 財源
国民年金特別会計 歳入（平成26年度決算）
国民年金は、被保険者が保険料を納め、納めた保険料に応じて給付を受ける社会保険方式を採用している。給付に必要な費用（給付費）は、保険料と国庫負担（税）により賄われている（第85条）。また、厚生年金実施機関が拠出する基礎年金拠出金や、積立金の運用の収入もある。
国庫負担の割合は、
- 下記以外の基礎年金の給付費：2分の1（2004年（平成16年）度から段階的に3分の1から2分の1へと引き上げており、2009年（平成21年）度からは2分の1に変更する法律が制定、公布された）
- 保険料4分の1免除期間に係る老齢基礎年金の給付費：7分の4
- 保険料半額免除期間に係る老齢基礎年金の給付費：3分の2
- 保険料4分の3免除期間に係る老齢基礎年金の給付費：5分の4
- 保険料全額免除期間（学生納付特例及び若年者納付猶予期間を除く）に係る老齢基礎年金の給付費:全額（学生納付特例及び若年者納付猶予期間は年金額に反映されないので、国庫負担の問題は生じない）
- 20歳前傷病による障害基礎年金の給付費：10分の6
- 付加年金及び付加年金納付者に加算される死亡一時金の加算額：4分の1（当分の間の措置）

基礎年金拠出金とは、基礎年金の給付に要する費用に充てるため、厚生年金保険の実施者たる政府と、実施機関たる共済組合等が毎年度、第2号被保険者及び第3号被保険者に係る部分について納付する拠出金のことである（第94条の2）。その額は政府及び実施機関ごとに次の算式で算出される。なお拠出金の額のうち政府負担分の2分の1は国庫負担であり、共済組合等負担分については共済各法の定めによる。
- （第2号被保険者数+第3号被保険者数）÷国民年金の被保険者数×基礎年金の給付費

また、国庫は、毎年度、予算の範囲内で、国民年金事業の事務の執行に要する費用を負担するとされ、原則として事務費は国庫負担（一部は保険料）である。

### 運用者
積立金の運用は、積立金が国民年金の被保険者から徴収された保険料の一部であり、かつ、将来の給付の貴重な財源となるものであることに特に留意し、専ら国民年金の被保険者の利益のために、長期的な観点から、安全かつ効率的に行うことにより、将来にわたって、国民年金事業の運営の安定に資することを目的として行うものとする。積立金の運用は、厚生労働大臣が、この目的に沿った運用に基づく納付金の納付を目的として、年金積立金管理運用独立行政法人（GPIF）に対し、積立金を寄託することにより行うものとする、とされている（第75条、76条）。GPIFは厚生労働省の所管する、年金ファンドとしては世界最大のものであるが、実際には運用の大半を運用会社や信託銀行に委託している。なお、厚生労働大臣は、GPIFに対して積立金を寄託をするまでの間、財政融資資金に積立金を預託することができる。積立金の運用職員は、その職務に関して知り得た秘密を漏らし、又は盗用してはならず、運用職員がこれに違反したと認めるときは、厚生労働大臣は、その職員に対し国家公務員法に基づく懲戒処分をしなければならない（第78条、79条）。
2013年（平成25年）度末の国民年金積立金は時価ベースで8.4兆円であり、厚生年金積立金123.6兆円と合わせた132兆円が一体として運用されている。2014年（平成26年）財政検証では複数の経済前提が設定され、各ケースに対応できる長期の実質的な運用利回りとして1.7%が示された。またこの検証により、日本経済の再生と労働市場参加の促進が進めば、現行制度の下で将来的に所得代替率50%の給付水準が確保できることが確認された。
2017年度の年金特別会計収支決算によれば、国民年金の時価ベースの収支が2729億円の黒字。国民年金の積立金残高は9兆2210億円（厚生年金との合計額は164兆1245億円）と過去最高を記録している。

## 国民年金原簿
厚生労働大臣は、国民年金原簿を備え、これに被保険者の氏名、資格の取得及び喪失、種別の変更、保険料の納付状況、基礎年金番号その他所定の事項を記録する（第14条）。被保険者又は被保険者であった者は、国民年金原簿に記録された自己に係る記録が事実でない又は記録されていないと思料するときは、厚生労働大臣（機構に事務委任）に対し国民年金原簿の訂正の請求をすることができる（第14条の2）。厚生労働大臣（地方厚生局長等に権限委任）は、訂正請求に理由があると認めるときは、当該訂正請求に係る国民年金原簿の訂正をする旨を決定しなければならない。この決定をしようとするときはあらかじめ社会保障審議会（地方厚生局長等に権限委任により、実際は地方年金記録訂正審議会）に諮問しなければならない。なお共済組合の被保険者期間のみを有する者はこの請求はできない。
受給権者は厚生労働大臣に対し、所定の事項を届け出、かつ所定の書類その他の物件を提出しなければならず、当該届出は受給権者のほか、受給権者の属する世帯の世帯主その他その世帯に属する者に対しても当該届出の義務がある（第105条）。また、厚生労働大臣は、被保険者の資格に関し必要があると認めるときは、官公署、共済組合等又は健康保険組合に対し、被保険者又は国家公務員共済組合法若しくは地方公務員等共済組合法の短期給付に関する規定の適用を受ける組合員、私立学校教職員共済法 の短期給付に関する規定の適用を受ける加入者若しくは健康保険若しくは国民健康保険の被保険者の氏名及び住所その他の事項につき、必要な書類の閲覧又は資料の提供を求めることができる（第108条）。過去の不整合記録を是正する観点から、2013年（平成25年）の改正により資料の提供等の対象となる者の範囲が拡大されている。受給権者が正当な理由なく届出をせず、又は書類その他の物件を提出しないときは、年金給付の支払いを一時差し止めることができる（第73条）。
年金給付の受給権者の現況の確認は、原則として毎月、住民基本台帳ネットワークシステムからの本人確認情報の提供を受けることによって行う。本人確認情報の提供を受けることができる受給権者の「住所の変更」または「死亡」（7日以内に戸籍法上の届出をしたものに限る）については、国民年金法上の届出は省略でき、現況届の提出も不要である。当該現況確認ができない等のために厚生労働大臣から現況届等の提出を求められた受給権者等は、年金給付の全額が支給停止されている場合や、障害基礎年金・遺族基礎年金の裁定が行われた日から1年以内である等の場合を除き、現況届等を毎年誕生日の属する月の末日までに日本年金機構に提出しなければならない。なお、20歳前傷病による障害基礎年金や旧法の母子福祉・準母子福祉年金より裁定替えされた遺族基礎年金の受給者の場合は、誕生日や住民基本台帳ネットワークシステムでの確認にかかわらず毎年7月31日までに現況届を提出しなければならない。現況届に添付する医師の診断書等は、提出期限前1月以内に作成されたものでなければならない。正当な理由なく現況届等を提出しないと、年金給付の支払が一時差し止めとなる。
厚生労働大臣は、国民年金制度に対する国民の理解を増進させ、及びその信頼を向上させるため、厚生労働省令で定めるところにより、被保険者に対し、当該被保険者の保険料納付の実績及び将来の給付に関する必要な情報を分かりやすい形で通知するものとする、とされ（第14条の5）。これに基づき被保険者にねんきん定期便が送付されている。

## 被保険者
国民年金の被保険者は、年齢・職業・就労形態等で、下の2つに分かれる。
1. 強制加入被保険者（第1号・第2号・第3号被保険者）
2. 任意加入被保険者

国民年金に保険料を直接納めるのは、強制加入被保険者のうちでは第1号被保険者のみである。第2号被保険者は厚生年金財政から基礎年金拠出金が国民年金に拠出され（厚生年金保険料の納付は事業主が行う）、第3号被保険者は本人の保険料負担はなく、配偶者の加入している厚生年金の実施機関が第2号被保険者たる配偶者の分とともに基礎年金拠出金として負担している。2020年（令和2年）度末の公的年金の加入者数は6756万人であり、前年度末より約6万人（0.1%）の減少となった。
|          | 第1号被保険者 | 第2号被保険者 | 第2号被保険者                                                                             | 第3号被保険者                                                                            |
| -------- | --- | --- | ----------------------------------------------------------------------------------------- | ---------------------------------------------------------------------------------------- |
| 加入者   | 日本国内に住所を有する20歳以上60歳未満の者で、第2号被保険者・第3号被保険者でない者 （第7条1項1号） （具体的には自営業者、農業者、学生、無職、厚生年金の被保険者とならない労働者等） | 第1号厚生年金被保険者 （厚生年金被保険者のうち、第2〜4号厚生年金被保険者でない者。具体的には、民間企業勤務の正社員、所定の要件を満たす短時間労働者） （第7条1項2号） | 第2〜4号厚生年金被保険者 （公務員共済の組合員・私学共済の加入員） （第7条2号）            | 日本国内に住所を有する20歳以上60歳未満である 第2号被保険者の被扶養配偶者 （第7条1項3号） |
| 加入者数 | 1449万人 （男758万人、女691万人） | 4047万人 （男2479万人、女1569万人） | 466万人 （男276万人、女190万人）                                                          | 793万人 （男12万人、女781万人）                                                          |
| 保険料   | 月額16,590円（定額） （2022年（令和4年）度） | 2017年（平成29年）9月以降、 標準報酬月額の18.3%で固定（労使折半） | 経過措置として、独自の保険料率を設定                                                      | 本人負担なし （第2号被保険者の年金制度が負担）                                           |
| 3階部分  | N/A | 各種の企業年金 （各企業が任意に導入） | 「職域加算」（平均標準報酬額×1.154/1000×加入期間） 一元化により「年金払い退職給付」に変更 | N/A                                                                                      |
| 2階部分  | 国民年金基金（任意加入） | 厚生年金 | 厚生年金                                                                                  | N/A                                                                                      |
| 1階部分  | 基礎年金 | 基礎年金 | 基礎年金                                                                                  | 基礎年金                                                                                 |

### 強制加入被保険者
第2号被保険者資格の取得は、厚生年金保険の被保険者の資格を取得した日に取得する（年齢にかかわらず）。第2号被保険者でない20歳未満の者は、20歳の誕生日の前日に被保険者資格（第1号・第3号）を取得する（第8条）。また第1号被保険者・第3号被保険者は60歳の誕生日の前日、老齢給付等の受給権を有する第2号被保険者は65歳の誕生日の前日に被保険者資格を喪失する（第9条）。よって20歳未満や60歳以上の者は、第1号被保険者、第3号被保険者となることはない。
厚生労働大臣は、被保険者の資格を取得した旨の報告を受けたとき、又は第3号被保険者の資格の取得に関する届出を受理したときは、当該被保険者について国民年金手帳を作成し、その者にこれを交付するものとする（第13条）。
- 第1号被保険者、第3号被保険者は住所要件あり。第2号被保険者は住所要件なし。
  - 2020年（令和2年）4月1日の改正法施行により、第3号被保険者についても国内居住要件が課されることになった[18]。その要件は健康保険等における被扶養者認定要件における国内居住要件に沿って行う。一時的に海外に居住する場合の特例についても同様である（第7条2項、施行規則第1条の3）。健康保険#被扶養者を参照。なおこの認定については、行政手続法第3章（第12条及び第14条を除く）の規定は適用しない（第7条3項）。
- 第2号被保険者は年齢規定なし。但し65歳以上の者は老齢又は退職を原因とする年金の受給権を有しない者に限る。
  - 一般的には厚生年金被保険者は65歳に達すればその後継続雇用され続ける（引き続き厚生年金被保険者であり続ける）としても第2号被保険者ではなくなる。一方、厚生年金の高齢任意加入被保険者は、70歳以上であるが老齢給付等の受給権を有しないので、第2号被保険者となる。また20歳未満で就職し厚生年金被保険者（第2号被保険者）となった場合は、20歳到達までに離職すると国民年金被保険者の資格を失う。
- 「国民」の名は付くが、現行法では日本国籍は要件とされていない。外国人であっても住民基本台帳に記録された者（中長期在留者、特別永住者、一時庇護許可者、出生による経過滞在者）・住民基本台帳に記録されない者であっても日本国内に住所を有することが明らかになった者は第1号被保険者として出国の翌日まで適用を受ける（平成24年6月14日年国発0614第1号・年管管発0614第2号）。
  - 2020年（令和2年）4月1日の改正法施行により、「国民年金法の適用を除外すべき特別の理由がある者として厚生労働省令で定める者」については第1号被保険者、第3号被保険者から除外されることとなった。「厚生労働省令で定める者」とは、日本国籍を有しない者であって、在留資格が「特定活動（医療滞在または医療滞在者の付添人）」もしくは「特定活動（観光・保養等を目的とする長期滞在または長期滞在者の同行配偶者）」である者とされる（施行規則第1条の2）。
- 日本国内に住所を有する20歳以上60歳未満の者であっても、厚生年金保険法における老齢給付等の受給権者は、第1号被保険者とならない（施行令第3条）[19]。いっぽう、老齢給付等の受給権者であっても、第2号被保険者の被扶養配偶者であれば、第3号被保険者となる。
- 被保険者資格の得喪・種別の変更・住所氏名の変更に関する事項の届出は14日以内に、（変更後の種別が）第1号被保険者は市町村長に、第3号被保険者については配偶者の勤務先を経由して厚生労働大臣（機構に事務委任）にしなければならない。第3号被保険者の配偶者の種別確認（異なる厚生年金被保険者種別への変更）も同様である。第2号被保険者については各実施機関で届出・手続を行うため国民年金法上の届出は不要である。
  - 被保険者が60歳に達したことにより資格喪失した場合は、届出は不要である。また、20歳に達したことにより被保険者資格を取得した場合、令和元年10月以降は機構が住民基本台帳情報の提供を受けることにより当該者が20歳に達した事実を確認できるときは、当該第1号被保険者の資格取得の届出を不要とすることになった[20][21]。
- 月の間に被保険者の種別（第1号・第2号・第3号）に変更があった場合は、その月は変更後の種別の被保険者であったとみなされる。同一月に2回以上種別の変更があった場合は、その月は最後の種別の被保険者であったとみなされる。
- 第3号被保険者の認定は、健康保険法等における被扶養者の認定取扱いを勘案して機構が行う。具体的には「認定基準年間収入が、130万円未満（障害者は180万円未満）」かつ「第2号被保険者たる配偶者の年間収入の2分の1未満」である。この「年間収入」には、失業給付金や傷病手当金、年金等の収入も含む。配偶者たる第2号被保険者は「被扶養配偶者該当届」を機構に提出しなければならない。
  - 第3号被保険者の認定基準年間収入が上記以上の場合は、被扶養配偶者の基準から外れ第1号被保険者（厚生年金加入の条件を満たす場合には、第2号被保険者）となるので、第3号被保険者から第1号被保険者（第2号被保険者）への種別の変更の届出をしなければならない。また第2号被保険者たる配偶者は、「被扶養配偶者非該当届」を機構に提出しなければならない。
  - 事業所が組合健保に加入の場合、当該健康保険組合にその使用する第2号被保険者の被扶養配偶者たる第3号被保険者の届出の経由に係る事務の一部を委託することができる。協会けんぽに加入の場合は、健康保険の被扶養配偶者となった・なくなったことの届出を事業主経由で機構に提出したときは、被扶養配偶者（非）該当届の提出があったものとみなされる。これにより、第2号被保険者の「被扶養配偶者該当届」、「被扶養配偶者非該当届」の提出は、実際には事業主経由で行う。
  - 第2号被保険者たる配偶者が脱サラした・定年退職した場合、配偶者が第2号被保険者でなくなるので、第3号被保険者たる被扶養配偶者は第1号被保険者への変更の届出をしなければならない。配偶者からの暴力を受け、被扶養配偶者が配偶者の収入によって生計を維持しなくなった場合も、同様に届出が必要である。この場合、被扶養配偶者非該当届の提出は不要である。
- 厚生年金と共済年金は、2012年（平成24年）8月に成立した一元化法により、2015年（平成27年）10月に統合された（厚生年金に一元化）。保険料率の統合は公務員は2018年、私学教職員は2027年の予定である。

### 任意加入被保険者
任意加入被保険者となるためには、次のいずれかを満たしたうえで（第2号・第3号被保険者および繰上げ支給の老齢基礎年金の受給権者を除く）厚生労働大臣に申し出なければならない（附則第5条1項）。
- 日本国内に住所を有する20歳以上60歳未満の者であって、厚生年金保険法に基づく老齢給付等を受けることができる者（第1号被保険者が保険料を前納している場合、任意加入したものとみなす）
- 日本国内に住所を有する60歳以上65歳未満の者
- 日本国籍を有する者であって日本国内に住所を有さない20歳以上65歳未満の者
  - 第1号被保険者には住所要件があるが、日本人であっても日本国内に住所を有さなければ第1号被保険者とはならず（強制加入とならず）、任意加入となる。
  - 日本と社会保障協定を結んでいる国に居住する場合、相手国の年金制度に加入しながら日本の国民年金に任意加入することも可能である。

65歳以上であっても、次の要件のいずれも満たす者（第2号被保険者を除く）は、特例任意加入被保険者として、厚生労働大臣に申し出ることで老齢基礎年金の受給権を取得するか、70歳に達するまで加入できる。任意加入被保険者が65歳に達した場合において老齢基礎年金の受給権を有しないときは、特例任意加入被保険者の申出があったものとみなされる。
- 1965年（昭和40年）4月1日以前に生まれ、老齢基礎年金の受給権のない65歳以上70歳未満の者
- 日本国内に住所を有する者もしくは日本国籍を有する者であって日本国内に住所を有さない者

日本国内に住所を有する任意加入被保険者・特例任意加入被保険者の加入に当たっては、原則として口座振替の申出を同時にしなければならない。日本国内に住所を有する任意加入被保険者が保険料を滞納し、期限までに納付しないときは、その期限の翌日に被保険者資格を喪失する。日本国内に住所を有しない任意加入被保険者が保険料を滞納し、その後保険料を納付することなく2年を経過したときもその翌日に被保険者資格を喪失する。第1〜3号被保険者の資格を取得した場合や、資格喪失の申出が受理された場合はその日に被保険者資格を喪失する。
任意加入被保険者が満額の受給資格期間（保険料納付済期間のみで480か月）を満たしたときはその日に、また特例任意加入被保険者が老齢基礎年金または被用者年金各法における老齢・退職を支給事由とする年金給付の受給権を取得したときはその翌日に、その資格を喪失する。

### 任意脱退
旧法時代から存在した任意脱退の規定は、2017年8月の改正法施行により廃止された。
過去に一度も被保険者でなかった者が第1号被保険者となった場合に、資格取得月から60歳に達する日の属する月の前月までの期間が25年に満たない者（老齢基礎年金の受給資格期間を満たす見込みのない場合）は、いつでも厚生労働大臣の承認を受けて被保険者資格を喪失できる、とされた（改正前の第10条）。また資格取得日から3か月以内に任意脱退の承認の申請を行い、承認されたときはその者はさかのぼって被保険者とならなかった者とみなされる。任意脱退は永住意思のない外国人を対象とするものであり、滞納を理由として期間を満たすことができなくなったからといって任意脱退することはできない。

## 保険料
2004年（平成16年）法改正により、2005年（平成17年）度以降の保険料額が法律に規定され、2005年度より2017年度まで毎年280円ずつ保険料が引き上げられ、最終的な保険料の水準として2017年（平成29年）度以降は月額16,900円に固定された（保険料水準固定方式の導入）。しかし、2005年（平成17年）度より調整期間が開始され、実際の保険料額は各年度ごとの法定額に保険料改定率を乗じて得た額（10円未満四捨五入）となる。なお、平成31年度より第1号被保険者に対する産前産後期間の保険料免除制度が施行されることに伴い、平成31年度以降の保険料額は月額17,000円に引き上げられる。
保険料改定率は、「各年度の前年度の保険料改定率」に、「当該年度の初日の属する年の2年前の物価変動率および当該年度の初日の属する年の4年前の年度の実質賃金変動率（3年前から5年前のものの3年平均）を乗じて得た率」（名目賃金変動率）を乗じて得た率とされる。2007年（平成19年）4月の保険料改定率が「0.997」とされ、その後も毎年度保険料改定率は改定され、その年度の4月以降の保険料について適用される（第87〜93条）。

### 納付方法
毎月の保険料は、第1号被保険者、任意加入被保険者が、翌月末日までに納付しなければならない。また、世帯主は、その世帯に属する被保険者の保険料を連帯して納付する義務を負い、配偶者の一方は、被保険者たる他方の保険料を連帯して納付する義務を負う。なお、第2号被保険者、第3号被保険者については被保険者本人の納付義務はない。
納付方法は以下の方法がある。口座振替の申し込みや引き落としに関わる手数料は不要である。
- 口座振替で納付・・・全国の銀行、農協、漁協、信用組合、信用金庫及び郵便局等の口座から口座振替にて納める方法。
- 金融機関、郵便局、コンビニエンスストアの窓口、ATMでの納付・・・機構から郵送される納付書（国民年金保険料納付案内書）にて、各窓口で納める方法。（指定代理納付者による立替納付）
- クレジットカードで納付・・・クレジットカードを使用して納める方法。（指定代理納付者による立替納付）
- 電子納付（Pay-easy）で納付・・・インターネットバンキング、モバイルバンキング、テレフォンバンキングを利用して納める方法。

- - 後納・追納の場合は口座振替による納付は不可である。なお、任意加入被保険者は原則として口座振替で納付しなければならない。

厚生労働省の調査では、大都市ほど、また若年齢層ほどコンビニでの納付率が高い傾向にあるとされ、逆に小都市・町村や高年齢層ほど口座振替の割合が高いとされる。厚生労働省では口座振替を推進しているが、口座振替を利用したことがない理由をみると、若年齢層で「手続きが面倒だと思うから」の割合が、高年齢層に比べて高い傾向がある。
なお、付加保険料については、2013年（平成25年）度までは納期限後の納付は不可であったが、2014年（平成26年）度より時効で徴収権が消滅していない過去2年分の納付が可となっている。

### 保険料前納割引制度
被保険者は、将来の一定期間の保険料を前納することができ、この場合において前納すべき額は、当該期間の各月の保険料の額から政令で定める額を控除した額とする（第93条1項、2項）。つまり、保険料を通常の納付期限よりも早く納付（前納）することにより、納付額が少なくなるのである。2017年（平成29年）度の保険料は月額16,490円（年額197,880円）であるが、前納では納付すべき金額が以下の表のようになる。これらの前納制度を利用するには、所定の期日までに年金事務所に申し込んで手続きをしなければならない。
| 内容                  | 納付方法                                                                             | 納期限                           | 割引額   | 割引率                              |
| --------------------- | ------------------------------------------------------------------------------------ | -------------------------------- | -------- | ----------------------------------- |
| 口座振替早割          | 口座振替により当月分を納付する。                                                     | 当月末                           | 50円     | 50×12÷197,880×100≒0.303%            |
| 現金払い前納・6か月分 | 現金にて6か月分を一括納付する。                                                      | 上半期は4月30日 下半期は10月31日 | 800円    | 800×2÷197,880×100≒0.809%            |
| 口座振替前納・6か月分 | 口座振替によって6か月分を一括納付する。                                              | 上半期は4月30日 下半期は10月31日 | 1,120円  | 1,120×2÷197,880×100≒1.132%          |
| 現金払い前納・1年分   | 現金にて1年分（12か月分）を一括納付する。                                            | 4月30日                          | 3,510円  | 3,510÷197,880×100≒1.774%            |
| 口座振替前納・1年分   | 口座振替によって1年分（12か月分）を一括納付する。                                    | 4月30日                          | 4,150円  | 4,150÷197,880×100≒2.097%            |
| 現金払い前納・2年分   | 現金にて2年分（24か月分）を一括納付する。 2017年（平成29年）4月1日より可能。         | 4月30日                          | 14,400円 | 14,400÷(197,880+196,080)×100≒3.655% |
| 口座振替前納・2年分   | 口座振替によって2年分（24か月分）を一括納付する。 2014年（平成26年）4月1日より可能。 | 4月30日                          | 15,640円 | 15,640÷(197,880+196,080)×100≒3.970% |

上記の方法の他に、年金事務所に別に納付書を発行してもらうことで、任意の月から年度末（3月）分までを一括して納めることができる。
前納された保険料について保険料納付済期間又は保険料4分の3免除期間、保険料半額免除期間若しくは保険料4分の1免除期間を計算する場合においては、前納に係る期間の各月が経過した際に、それぞれその月の保険料が納付されたものとみなす（第93条3項）。前納期間の中途で第1号被保険者の資格を喪失した場合は、請求に基づき未経過期間に係る前納保険料は還付される（施行令第9条）。

### 保険料の強制徴収
保険料その他国民年金法の規定による徴収金を滞納する者があるときは、厚生労働大臣は期限を指定してこれを督促することができる。督促状により指定する期限は、督促状を発する日から起算して10日以上経過した日でなければならない（第96条1〜3項）。なお督促は規則に定められた様式（様式第15号）の督促状で行われるので、督促が口頭、電話または普通の書面で行われることはない（規則第83条）。
厚生労働大臣（機構に事務委任）は督促を受けた者がその指定の期限までに保険料その他この法律の規定による徴収金を納付しないときは、国税滞納処分の例によってこれを処分し、又は滞納者の居住地若しくはその者の財産所在地の市町村に対して、その処分を請求することができる（第96条4項）。市町村は市町村税の例によりこれを処分したときは徴収金の4%相当額が厚生労働大臣から当該市町村に交付される（第96条5項）。機構が国税滞納処分の例による処分を行う場合には、あらかじめ厚生労働大臣の認可を受けるとともに、滞納処分等実施規程に従い、機構の理事長が任命した徴収職員に行わせなければならない。また厚生労働大臣は機構からの求めがあった場合には自ら滞納処分を行うことができるほか、滞納者が悪質な場合には当該権限を財務大臣を通して国税庁長官に委任することができる（第109条の4〜109条の8）。「悪質な場合」とは、以下のいずれの要件も満たす場合とされる。
- 納付義務者が13か月以上[30]保険料を滞納している。
- 納付義務者が執行を免れる目的でその財産を隠蔽しているおそれがある。
- 納付義務者の前年の所得が1000万円以上。
- 納付義務者が納付について誠実な意思を有すると認められない。

督促したときは、滞納にやむを得ない事情がある場合を除き、保険者等は、徴収金額（500円未満の端数は切り捨て）に、納期限の翌日から徴収金完納または財産差し押さえの日の前日までの期間の日数に応じて、年14.6%（督促が保険料に係るものである場合は、納期限の翌日から3か月を経過する日までの期間については年7.3%）の割合を乗じて計算した額の延滞金（50円未満の端数は切り捨て）を徴収する（第97条）。なお現在の低金利の状況では年14.6%の延滞金は高すぎるとの問題意識から、事業主の負担軽減等を図るべく、当分の間特例が設けられ、各年の特例基準割合が年7.3%に満たない場合は、
- 「年7.3%の割合」とされる期間については、特例基準割合に年1%を加算した割合（加算した割合が年7.3%を超える場合は、年7.3%）
- 「年14.6%の割合」とされる期間については、特例基準割合に年7.3%を加算した割合

とされる。実際に適用された割合については特例基準割合#平成26年1月1日以降を参照。
保険料等の先取特権の順位は、国税及び地方税に次ぐものとする（第98条）。

### 後納保険料
保険料は納付期限（翌月末まで）より2年を経過したときは、徴収する権利が時効により消滅する。このため、余裕資金が出来たからといって保険料を納めようとしてもできず、将来受給資格を得られなかったり、受給できる年金額の減少が予想される。
この問題点を解決するために、2012年（平成24年）10月1日に年金確保支援法が施行された。同法によって、2012年（平成24年）10月1日から2015年（平成27年）9月30日までの3年間に限り、被保険者又は被保険者であった者（既に老齢基礎年金の受給権者となっている者は除く）は厚生労働大臣の承認を受け、滞納した期間の内過去10年間分（徴収する権利が時効によって消滅しているものに限る）の保険料を納付（後納）することができる。なお、2015年（平成27年）10月1日から2017年（平成30年）9月30日までの3年間、「過去10年分」が「過去5年分」に短縮されて後納制度は継続する。特定期間（時効消滅不整合期間）と5年後納制度が重なる場合は、特定期間の納付（過去10年分）を利用する。また5年後納制度は10年後納制度よりも高い加算額が設定されている（平成27年9月16日厚生労働省告示第377号）。
後納制度を利用して納付する場合、未納期間の内、最も古い時期から納付しなければならない。なお厚生労働大臣は、後納保険料の納付の承認を行うに際して、当該承認を受けようとする者が納期限までに納付しなかった保険料であってこれを徴収する権利が時効によって消滅していないものの全部または一部を納付していないときは、当該滞納保険料の納付を求めるものとする。
老齢基礎年金は原則25年以上保険料を納付しないと受給権は得られないが、これまで「保険料の納付期限は翌月末」と規定されていたため、結果として納付年数が25年に足らず、多年に渡り多額の納付をしたにもかかわらず、年金が受け取れない人々が多数生まれ、にもかかわらず日本国政府は救済制度を作っておらず、社会問題化していた。厚生労働省は、「（同法施行によって）後納期間によって、最大で1700万人が救済対象になる」と試算した（2012年（平成24年）9月時点）。

### 特定付加保険料
2013年（平成25年）度までは付加保険料を納期限までに納付しなかったときは、その納期限の日に、納付辞退の申出をしたものとみなされることとなっていた。この規定により納付辞退の申出をしたとみなされた者は、2016年（平成28年）4月1日から2019年（平成31年）3月31日までの間、厚生労働大臣の承認を受けて、過去10年以内の第1号被保険者期間について事後的に付加保険料に相当する額の納付をすることができる（特定付加保険料）。
特定付加保険料の納付は、対象となる期間のうち最も古い時期から順次納付しなければならない。付加年金の受給権者が特定付加保険料を納付したときは、その翌月から年金額が改定され、付加年金の受給権のない老齢基礎年金の受給権者が特定付加保険料を納付したときは、その翌月から付加年金が支給される。

### 特例保険料
被保険者等は、法令の規定に基づいて行われるべき事務の処理が行われなかったことまたはその処理が著しく不当であること（特定事由）により手続きをすることができなかった又は遅滞したときは、厚生労働大臣にその旨の申出をすることができる。厚生労働大臣は、当該申出に理由があると認めその申出を承認したときは、当該申出があった日以後、本来手続等が行われていたとすれば算入されるべき被保険者期間等とみなすこととされる。具体的には、特定事由が無ければ、被保険者期間、全額免除・一部免除期間、付加保険料納付期間、追納可能な期間が該当し、承認されれば対象となる期間の各月について保険料に相当する額を納付することができる。老齢基礎年金・付加年金の受給権者が承認を受け特例保険料・特例付加保険料を納付したときは、申出をした日の属する月の翌月から年金額が改定される。
なお厚生労働大臣は、特定事由に係る申出の基準を定めるものとされ、基準を定めようとするとき又は変更しようとするときは、あらかじめ社会保障審議会に諮問しなければならない。

## 保険料免除制度
国民年金の第1号被保険者は、保険料の負担能力に関係なく20歳から60歳になるまでの長期間にわたり定額の保険料を納めることとなる。しかし、40年もの間には様々な事情で納めることが困難になる可能性もあるため、所定の要件に該当した場合、本人の届出や申請により保険料が免除される。免除制度には法定免除と申請免除の2種類がある。なお、任意加入被保険者・特例任意加入被保険者については保険料の免除は行われない。
2014年（平成26年）4月からは、前納後に免除に該当した場合、免除該当月以後の分については還付が可能となっている。
免除申請は被保険者本人が行うのが原則であるが、2015年（平成27年）7月からは全額免除、若年者納付猶予については厚生労働大臣が指定する者（指定全額免除申請事務取扱者）が被保険者からの委託を受けて免除申請をすることができるようになった。この場合、当該委託をした日に免除申請があったものとみなされる。
免除があった場合、老齢基礎年金の受給に際しては、保険料を全額納付した場合と比べて所定の割合で計算した額が減額される（詳細は老齢年金#支給額を参照）。なお遺族基礎年金、障害基礎年金の受給に際しては保険料を全額納付した期間と同様の期間として扱われる。

### 法定免除
第1号被保険者本人が法律に定められている次のいずれかに該当するときは、すでに納付されたものを除き、該当する日の属する月の前月から該当しなくなった日の属する月まで、法律上当然に保険料が全額免除される。法定免除の要件に該当するに至った場合・法定免除されている者が要件に該当しなくなった場合は、14日以内に所定の事項を記載した届出書に年金手帳を添えて市町村長に届け出る（規則第75条、76条）。また第1号被保険者資格取得時に法定免除に該当する場合は、資格取得届の提出を怠っていたとしてもさかのぼって保険料は免除される（昭和35年9月21日保国発481号）。
- 障害基礎年金の受給権者（障害厚生年金の3級にも該当しなくなってから3年を経過した障害基礎年金等の受給権者（現に当該障害の状態に該当しない者に限る）を除く）
  - 労災保険の障害（補償）給付を受けていても免除される。
- 生活保護法の生活扶助を受けている者
  - 生活扶助以外の扶助（医療扶助など）のみを受けている者は該当しない。
- 国立ハンセン病療養所、国立保養所等の施設入所者

従来、法定免除者は保険料を納付したくても納付・前納はできず、追納のみができる扱いであったが、2014年（平成26年）の改正により、将来の年金確保のため、特に納付を希望する者は法定免除者であっても、保険料の納付・前納ができることとなった。なお、遡及して法定免除に該当した場合は、2014年（平成26年）3月までは納付した保険料はすべて還付されていたが、2014年（平成26年）4月以降は納付した分について保険料納付済期間とすることができる。
産前産後期間中の保険料免除
2019年（平成31年）4月1日より、出産の予定日（厚生労働省令で定める場合（出産後に届出を行った場合。規則第73条の6）にあっては、出産の日）の属する月の前月（多胎妊娠の場合においては、3か月前）から出産予定月の翌々月までの期間に係る保険料は、納付することを要しないこととされることになった（改正後の第88条の2）。第2号被保険者（厚生年金被保険者）については、産前産後期間中の厚生年金保険料免除の仕組みがあるのに対し、第1号被保険者に産前産後期間中の保険料免除の仕組みがないことについては、少子高齢化が急速に進行する現在においては不合理であるとの指摘がなされていたことによる。出産予定日の6か月前から、市町村長に届出を行う。なお、出産予定日と実際の出産日が異なったとしても、保険料免除期間は変更されない。
産前産後により保険料を免除された期間は他の保険料免除の規定よりも優先して適用され、「保険料納付済期間」となる。所得審査は行われない。またこの期間は付加保険料の納付もでき、国民年金基金の加入員の資格も喪失しない（基金の掛金は免除されない）。

### 申請免除
第1号被保険者本人及び保険料連帯納付義務者である世帯主・配偶者（所得審査対象者）が、経済的理由や災害に遭ったなどの理由で保険料を納めることが困難なときは、すでに納付されたものを除き、本人が機構に申請し承認を受ければ、指定された期間につき保険料の全額あるいは一部が免除される。2014年（平成26年）の改正により、申請時点から2年1か月前までの期間について遡及して免除申請は行える。
「所得」は1月から6月までは2年前の所得金額、7月から12月までは前年の所得金額で判断する。これは個人住民税のサイクルとリンクしている。免除サイクルは学生納付特例が4月より翌年3月、その他は7月より翌年6月である。
申請免除の要件
- 第1号被保険者又は第1号被保険者の属する世帯の他の世帯員が生活保護法による生活扶助以外の扶助を受けるとき
- 地方税法に定める障害者又は寡婦であり、前年の所得が135万円以下であるとき
- 保険料を納めることが著しく困難である場合として厚生労働省令で定める事由があるとき
  - 震災、風水害、火災等による家財等の被害金額がその価格の概ね2分の1以上である損害を受けたとき
  - 失業により保険料納付が困難なとき
  - 配偶者からの暴力（DV）により保険料納付が困難なとき（配偶者からの暴力を受けた第1号被保険者からの免除申請については、配偶者の所得は審査の対象としない）
  - 事業の休止または廃止により厚生労働省が実施する離職者支援資金貸付制度による貸付金の交付を受けたとき
- 以下に記す免除の区分ごとに、前年の所得が一定額以下であるとき

全額免除（1961年（昭和36年）4月から）
- 所得要件は（扶養親族等の数+1）×35万円+32万円（例：単身世帯の場合、67万円）
- 本人・配偶者・世帯主のいずれかが免除要件のいずれにも該当しない場合は免除を受けることはできない。

4分の3免除（2006年（平成18年）7月から）
- 所得要件は（扶養親族等の数）×38万円+88万円（例：単身世帯の場合、88万円）
- 本人・配偶者・世帯主のいずれかが免除要件のいずれにも該当しない場合は免除を受けることはできない。

半額免除（2002年（平成14年）4月から）
- 所得要件は（扶養親族等の数）×38万円+128万円（例：単身世帯の場合、128万円）
- 本人・配偶者・世帯主のいずれかが免除要件のいずれにも該当しない場合は免除を受けることはできない。

4分の1免除（2006年（平成18年）7月から）
- 所得要件は（扶養親族等の数）×38万円+168万円（例：単身世帯の場合、168万円）
- 本人・配偶者・世帯主のいずれかが免除要件のいずれにも該当しない場合は免除を受けることはできない。

学生納付特例（2000年（平成12年）4月から）
- 所得要件は（扶養親族等の数）×38万円+128万円（例：単身世帯の場合、128万円）
- 学生[33]本人が免除要件のいずれにも該当しない場合は免除を受けることはできない（配偶者・世帯主の所得の多寡等は問われない）[34]。
- この特例は、他の申請免除に優先する（学生納付特例に該当した者は、他の申請免除の対象とならない）。
- 第2号被保険者の被扶養配偶者であると認められる学生は、学生納付特例の対象とならない（第3号被保険者となる）。
- 学生が途中で退学した場合は、不該当届を提出しなければならない。いっぽう卒業した場合は届出は不要である。
- 学生が学生納付特例事務法人に申請の委託をした場合、2014年（平成26年）度までは法人が厚生労働大臣に申請を行った日以降の適用とされていたが、2015年（平成27年）度からは学生が法人に申請の委託を行った日に学生納付特例の申請があったものとみなされることとなった。

若年者納付猶予（2005年（平成17年）4月から）
- 所得要件は（扶養親族等の数+1）×35万円+32万円（例：単身世帯の場合、67万円）
- 若年者（2005年（平成17年）4月から2025年（令和7年）6月までの間において30歳未満の被保険者期間がある者、もしくは2016年（平成28年）7月から2025年6月までの間において50歳未満の被保険者期間がある者）本人又は配偶者が免除要件のいずれにも該当しない場合は免除を受けることはできない（世帯主の所得の多寡等は問われない）。
  - 無職やフリーターである若年者は、親と同居しているために保険料の免除を受けられないケースがあったことから、時限措置として設けられたものである（そのために世帯主の所得を問わないのである）。

### 保険料の追納
第1号被保険者（老齢基礎年金の受給権者を除く）は、厚生労働大臣の承認を受けて、過去10年間の納付を免除された保険料を納付すること（追納）ができる。ただし、免除を受けた月の属する年度の翌々年度よりも後に追納すると、（免除を受けた当時の保険料額に）経過した期間によって1.2〜12.3%の加算額が上乗せされる。なお、一部免除の場合は残余の額について納付されていなければ追納できない。付加保険料の追納はできない（保険料を免除されている者は付加保険料を納付できず、免除されている保険料を追納したとしても付加保険料を追納することはできない）。
追納分は、まず学生納付特例又は若年者納付猶予により納付を免除された保険料について行い、次いでそれ以外の免除により納付を免除された保険料につき、先に経過した月の分から順次行う。ただし学生納付特例期間よりも先に保険料免除期間があるときは、どちらを追納するか選択する（第94条）。追納が行われたときは、追納が行われた日に、追納に係る月の保険料が納付されたものとみなされる。

### 保険料免除の状況
2018年（平成30年）3月末現在、保険料の全額を免除されている者（全額免除者）の割合は、第1号被保険者全体の38.7%となっている。内訳は法定免除が9.0%、申請免除による全額免除が14.2%、学生納付特例制度が11.8%、若年者納付猶予制度が3.6%となっている。地域別にみると、全額免除者の割合が最も高いのは沖縄県の54.4%である。沖縄県では申請による全額免除が31.1%を占め他の都道府県よりも突出して高い。全額免除者の割合が最も低いのは東京都の30.9%である。総じて首都圏・中京圏は申請による全額免除の割合が低く全額免除者の割合も低くなっているのに対し、北日本、西日本はその逆となっている。なお、法定免除者の割合が最も高いのは北海道の14.4%で、最も低いのは東京都の6.8%であった。

## 給付の種類
すべての被保険者に共通する基礎年金（老齢・障害・遺族）と第1号被保険者のみの独自給付がある。老齢基礎年金の年金額は、1984年（昭和59年）度における65歳以上の者の雑費を除いた基礎的支出が、単身の場合が、47,600円/月、夫婦世帯の場合が、83,700円/月であったこと、1984年（昭和59年）度で25年間保険料を納付した場合の年金額が、48,000円/月であったことなどを勘案して、1985年（昭和60年）の年金制度改正で50,000円/月（年額60万円 1984年（昭和59年）度価格）となった。その後の財政再計算や物価スライドなどにより年金額の改定が行われ、現在の年金額の水準となっている。
現在の調整期間における改定率については、新規裁定者（68歳到達年度前の受給権者）の改定率であれば原則として「『名目手取り賃金変動率』に『調整率』を乗じたもの」、既裁定者（68歳到達年度以後の受給権者）の改定率であれば子の加算額に係るものを除き原則として「『物価変動率』に『調整率』を乗したもの」、を基準にしてそれぞれ改定される。ただし、物価変動率が名目手取り賃金変動率を上回り、かつ名目手取り賃金変動率が1以上となるときは、名目手取り賃金変動率を基準に改定される（第27条の4）。
- 調整期間における年金額の改定の実例については、マクロ経済スライド#適用例を参照。

年金を受ける権利は、法律で定められた要件を満たしたときに発生するが、実際の支給を受けるためには、年金請求書に添付書類（戸籍謄本、世帯全員の住民票、所得証明書（課税証明または非課税証明）、その他必要書類）を添えて提出し、厚生労働大臣に事実の確認を求め、受給要件の存在の確認を受けなければならない。年金請求は国民年金と厚生年金とを一体として行う。この裁定請求をしなければ、受給権があっても年金は支給されない（第16条）。審査の結果、受給要件を満たしているときには、受給権者に年金証書、年金決定通知書が送付される。年金の時効は5年なので（後述）、受給権が発生したときから5年以内にこの手続きをしないと、受給権は消滅する。
年金額に1円未満の端数が生じた場合、50銭未満の端数は切り捨て、50銭以上1円未満の端数は1円に切り上げる（第17条）。各支払期月の支払額（年金は偶数月に前月までの2か月分がまとめて支給されるので、年金額の6分の1）に1円未満の端数が生じたときは、その端数は切り捨てる。そして各支払期月に切り捨てた金額の合計は2月期の支給額に加算される（加算額についても1円未満切り捨て）（第18条の2）。2015年（平成27年）10月よりそれまでの100円単位から1円単位へと計算が変更となった。ただし、基礎年金の満額、厚生年金の加給年金額・子の加算額・中高齢寡婦加算額、障害厚生年金の最低保証額については従来通り100円単位の計算を行う。また2015年（平成27年）10月前に裁定・改定が行われた給付については従来通り100円単位の計算を行う。
年金給付は、その受給権者の希望により、給付額の全部の支給停止を申し出ることができる（一部のみの申出は不可）。支給停止はいつでも将来に向かって撤回することができるが、撤回前の給付は遡って支給されない（第20条の2）。なお、年金受給権者の所在が1か月以上不明となった場合、世帯主その他同居の親族等は所在不明である旨の届出をしなければならず、届出をすると年金の支給が一時差し止めとなる。

### 老齢基礎年金
一般的に「基礎年金」と呼ばれているものは、「老齢基礎年金」を指して言うことが多い。年金額は満額の場合780,900円×改定率（調整期間における本来の年金額。実際には年金額の据え置きにより2014年（平成26年）度までは特例水準の年金額が支払われてきた）であるが、保険料納付期間等に応じて減額される。

### 障害基礎年金
被保険者期間中の病気やけがが原因で障害を有することとなった場合、所定の要件を満たしていれば支給される。年金額は2級は老齢基礎年金の満額と同額、1級は2級の1.25倍となる。受給権者に生計を維持されている18歳以下の子もしくは1級・2級の障害の状態にある20歳未満の子がある場合は所定の額が加算される。

### 遺族基礎年金
被保険者（であった者）が死亡した場合、所定の要件を満たしていれば死亡した者に生計を維持されていた遺族（子のある配偶者または両親共に不在の子）に支給される。年金額は老齢基礎年金の満額に、子の数により所定の額を加算する。

### 独自給付
第1号被保険者としての保険料納付済期間を有する者が要件に該当した場合に支給される。なお、任意加入被保険者は、独自給付の規定の適用にあたっては第1号被保険者とみなされる。また、特例任意加入被保険者は死亡一時金、脱退一時金の規定の適用についてのみ、第1号被保険者とみなされる。
死亡一時金、脱退一時金の「保険料納付月数」とは免除を受けない月数での計算である。また、半額免除、4分の1免除、4分の3免除の場合、納付した割合が免除を受けない月数分に相当する場合も該当する（半額免除の場合だと月数は2倍必要となる）。全額免除の場合は月数にカウントされない。また、 「生計同一関係」とは、被保険者と住居及び家計を共同にすることを言い、「生計維持関係」とは、生計同一関係に加え同居家族一人あたりの年収が850万円未満の場合を指す（健康保険法における同居家族一人あたりの年収130万円未満と比べて条件が緩やかである）。
付加年金
第1号被保険者としての保険料全額納付月においてさらに付加保険料（月額400円）を納付すれば、老齢基礎年金の受給権を取得したときに年間200円（1月納付）から96,000円（480か月=40年納付）の範囲で老齢基礎年金に付加されて年金額が増える。詳細は老齢年金#付加年金を参照のこと。
寡婦年金
第1号被保険者期間としての保険料納付済期間と保険料免除期間とを合わせて10年以上ある夫が、老齢基礎年金又は障害基礎年金を受けないで死亡した場合に、10年以上婚姻関係があり夫により生計を維持されていた妻に、60歳到達月の翌月から65歳到達月までの間支給される。詳細は遺族年金#寡婦年金を参照のこと。
死亡一時金
第1号被保険者として保険料を36か月以上納付した人が老齢基礎年金又は障害基礎年金を受けないで死亡し、遺族基礎年金の支給を受けることのできる遺族がいない場合に、生計を同じくしていた遺族に対し、保険料納付月数により12万（36か月以上180か月未満）〜32万円（420か月以上）が支給される（死亡一時金に関しては生計維持関係まで問われない）。詳細は遺族年金#死亡一時金を参照のこと。
脱退一時金
第1号被保険者として保険料を6か月以上納付した日本国籍を有しない人（被保険者でない者に限る）が老齢基礎年金の受給資格期間を充たさず出国した場合に、資格喪失日から2年以内に請求することで支給される。当分の間の経過措置である（1994年（平成6年）11月9日において日本国内に住所を有しない者には支給されない）。短期滞在の外国人が、保険料の掛け捨てとなることを防止する目的がある。それゆえ日本国内に住所を有するときは請求できない。
保険料納付月数と、最後に保険料が納付された月の属する年度によって支給額が変わる（2006年（平成18年）度以後の脱退一時金の額は、2005年（平成17年）度の支給額に、当該年度と2005年（平成17年）度の保険料の額の比に応じて政令で定めることされる）。なお、特定技能1号の創設により期限付きの在留期間の最長期間が5年となったことや、近年、短期滞在の外国人の状況に変化が生じていること等から、2021年（令和3年）4月より（同年4月以降に年金の加入期間がある場合）、月数の上限が36か月（3年）から60か月（5年）に引き上げられた。脱退一時金の額については外部リンク参照。
脱退一時金の支給を受けると、その計算の基礎となった期間、第1号被保険者でなかったものとみなされる。
障害基礎年金・障害厚生年金の受給権を有したことがあるときは支給されない。また、付加保険料を納めていたとしても加算はされない。
脱退一時金の請求は出国後郵送で行うこととされていたが、外国人技能実習適正化法の施行により、2017年（平成29年）3月1日より日本国内での請求も可能となった。

## 併給調整
上下一体の一人一年金の原則
同一の支給事由に基づく基礎年金（1階部分）と被用者年金（2階部分）のみの併給を認め、それ以外の併給は認められない。例として、老齢基礎年金（1階部分）と老齢厚生年金（2階部分）は併給されるが、老齢基礎年金と障害基礎年金とは併給されない。ただし老齢基礎年金と付加年金とは併給される（第20条）。
併給されない年金は、いったん両方が支給停止となり、あらためて自ら希望する年金について、受給する年金給付を選択する（支給停止の解除を申請する）。ただしすでに支給されている年金があるときは、特段の申請がない限り、当該年金給付について解除申請があったものとみなされ、引き続き当該年金が支給される。また解除申請はいつでも将来に向かって撤回することができる（別の年金給付への選択替えをすることができる）。
併給される場合
受給権者が65歳以上の場合に限り、以下の組み合わせは併給される。
- 老齢基礎年金（+付加年金）+遺族厚生年金
- 老齢基礎年金（+付加年金）+老齢厚生年金+遺族厚生年金（65歳以上の配偶者の場合）
- 障害基礎年金+老齢厚生年金
- 障害基礎年金+遺族厚生年金
- 障害基礎年金+老齢厚生年金+遺族厚生年金（65歳以上の配偶者の場合）
  - 上記で老齢厚生年金と遺族厚生年金が併給されている場合、老齢厚生年金は全額支給され、遺族厚生年金のうち老齢厚生年金相当額は支給停止となる（自らの老齢厚生年金を優先して受給する）。
  - 経過的寡婦加算が行われている遺族厚生年金と障害基礎年金とを併給する場合は、経過的寡婦加算は支給停止となる。
  - 子の加給年金年金額が加算された老齢厚生年金と、子の加算が加算された障害基礎年金が併給される場合、その間、老齢厚生年金の子の加給年金額が支給停止される。
  - 旧法の老齢年金・老齢通算年金は、ここでは老齢基礎年金として、旧法の障害年金は、ここでは障害基礎年金として扱う。

内払調整
A年金の受給権を取得したためにB年金の受給権が消滅した場合、あるいはB年金の支給を停止しA年金を支給すべき場合において、B年金が支払われた場合、それはA年金の内払とみなされる。
年金の支給停止・減額改定すべき事由が生じたにもかかわらず、停止・減額しない年金額が支払われた場合、それはその後に支払うべき年金の内払とみなされる。
国民年金法上の給付と厚生年金保険法上の給付との間で内払調整の事由が生じた場合、厚生労働大臣が支給するものについては内払とみなすことができるが、厚生労働大臣以外の実施機関が支給するものについては内払調整は行われない。

## 受給権の保護
給付を受ける権利は、譲り渡し、担保に供し、又は差し押さえをすることができない（第24条）。
「譲渡」については、法律上いかなる例外も認められていない。「担保」については、独立行政法人福祉医療機構が行う小口貸付の担保に供する場合は例外である。「差し押さえ」については、老齢基礎年金・付加年金・脱退一時金の受給権を国税滞納処分（その例による処分を含む）により差し押さえる場合は例外である。
年金給付の受給権者が死亡した場合において、その死亡した者に支給すべき年金給付でまだその者に支給しなかったものがあるときは、その者の配偶者、子、父母、孫、祖父母、兄弟姉妹又はこれらの者以外の3親等内の親族であって、その者の死亡の当時その者と生計を同じくしていたものは、自己の名で、その未支給の年金の支給を請求することができる（第19条1項）。この場合において、死亡した受給権者が死亡前にその年金を請求していなかったときは、未支給年金の請求者は、自己の名で、その年金を請求することができる（第19条3項）。なお脱退一時金は未支給であっても死亡後に親族が請求することはできない。
死亡した者が遺族基礎年金の受給権者であったときは、その者の死亡の当時当該遺族基礎年金の支給の要件となり、又はその額の加算の対象となっていた被保険者又は被保険者であった者の子は、1項に規定する子とみなす（第19条2項）。これにより、養子縁組をしていない配偶者の連れ子等にも生計同一であれば請求権がある。
優先順位は上述の順である。未支給の年金を受けるべき同順位者が2人以上あるときは、その1人のした請求は、全員のためその全額につきしたものとみなし、その1人に対してした支給は、全員に対してしたものとみなす（つまり、未支給の年金は代表者1人に対して支給するものであり、親族間の調整はその代表者の責任で行わなければならない。第19条5項）。

### 公課の禁止と確定申告時
租税その他の公課は、給付として支給を受けた金銭を標準として課することができない。ただし老齢基礎年金・付加年金についてはこの限りではない（第25条）。
国民年金のうち、老齢基礎年金・付加年金はその額が一定以上である場合、雑所得として所得税が課せられる。原則として、所得税は年金から源泉徴収される。なお、障害年金・遺族年金は非課税である。
源泉徴収の対象となるのは、その年の最初の支払日の前日の現況において、65歳以上は年金額が158万円、65歳未満は108万円以上の者である。毎年10月末ごろに機構から送付される「扶養親族等申告書」を提出することにより、配偶者控除、扶養控除等、各種の所得控除を受けることが出来る。源泉徴収額は、年金額から各種保険料・控除額を除いた額の5.105%（うち0.105%は復興増税分）である。扶養親族等申告書の提出がない場合は、源泉徴収額は、年金額から各種保険料を除いた額から、さらにその額の25%を引いた額の10.21%（うち0.21%は復興増税分）となる。
税額に過不足がある場合は、確定申告により精算を行う（雑所得であるため、年末調整は行われない）。なお、2011年（平成23年）度分より、公的年金等の収入額が400万円以下であり、かつ公的年金等に係る雑所得以外の所得金額が20万円以下の場合は、確定申告の必要はない。本人負担の年金の保険料・掛金については、全額が社会保険料控除の対象になる（証明書の添付が必要）。いっぽう、年金受給者の社会保険料控除、生命保険料控除、損害保険控除、小規模企業共済等掛金控除などは源泉徴収時の控除対象とはなっていないため、確定申告により過払いとなっている税額の還付を受けることになる。

### 損害賠償請求権
政府は、障害もしくは死亡又はこれらの直接の原因となった事故が第三者の行為によって生じた場合において、給付をしたときは、その給付の価額の限度で、受給権者が第三者に対して有する損害賠償請求権を取得する（求償）。この場合において、受給権者が第三者から同一の事由について損害賠償を受けたときは、政府は、その価額の限度で、給付を行う責めを免れる（控除）（第22条）。なお死亡一時金は控除の対象とならない。控除は36か月を限度として行う。

## 不服申立て
被保険者の資格に関する処分、給付に関する処分（共済組合等が行った障害の程度の審査に関する処分を除く）に不服がある者は、処分があったことを知った日の翌日から起算して3か月以内に社会保険審査官に対して審査請求をすることができる（第101条）。審査請求は、原処分があった日の翌日から起算して2年を経過したときは、することができない（社会保険審査官及び社会保険審査会法第4条2項）。なお、脱退一時金に関する処分に不服のある者は、社会保険審査会に対して直接、審査請求をすることができる（一審制）。以上の処分の取消しの訴えは、当該処分についての審査請求に対する社会保険審査官・社会保険審査会の裁決を経た後でなければ、提起することができない（審査請求前置主義。第101条の2、行政事件訴訟法第8条1項但書）。
社会保険審査官の決定に不服がある者は、社会保険審査会に対して再審査請求をすることができる（二審制）。審査請求をした日から2か月以内に決定がないときは、審査請求人は、社会保険審査官が審査請求を棄却したものとみなして、社会保険審査会に対して再審査請求をすることができる。なお2016年（平成28年）の法改正により、再審査請求を行うか処分の取消しの訴えを提起するかは申立人の任意となった。
保険料その他国民年金法の規定による徴収金に関する処分に不服がある者は、社会保険審査官に対して審査請求をし、その決定に不服がある者は社会保険審査会に対して再審査請求をすることができるが、2016年（平成28年）の法改正によりこの場合は審査請求前置主義が適用されないので、審査請求をせずに、または審査請求と同時に処分の取消しの訴えを提起することができる。
審査請求及び再審査請求は、時効の中断に関しては、裁判上の請求とみなす。被保険者の資格に関する処分が確定したときは、その処分についての不服を当該処分に基づく給付に関する処分の不服の理由とすることができない。
なお、国民年金原簿の訂正請求に対する措置による厚生労働大臣の決定は、第101条の対象とならず、行政不服審査法に基づく審査請求及び処分取り消しの訴えを行うこととなる。

## 時効
年金給付を受ける権利は、その支給事由が生じた日から5年を経過したとき、当該権利に基づき支払期月ごとに支払うものとされる年金給付の支給を受ける権利は、当該日の属する月の翌月以後に到来する当該年金給付の支給に係る第18条3項本文に規定する支払期月の翌月の初日から5年を経過したときは、時効によって消滅する（第102条1項）。ただし当該年金給付がその全額につき支給を停止されている間は、時効は進行しない（第102条2項）。また、年金時効特例法により、厚生労働大臣は、国民年金法による給付の受給権者または受給権者であった者（未支給年金の請求権者を含む）について記録の訂正がなされた上で裁定が行われた場合においては、その裁定による当該記録の訂正に係る受給権に基づき支払期日ごとに又は一時金として支払われる給付の支給を受ける権利について消滅時効が完成した場合においても、給付を支払うものとされる（年金時効特例法第2条）。つまり訂正がなされた場合、過去5年よりも以前の分の年金であっても給付される（時効特例給付）。
2013年（平成25年）7月1日以後に記録の訂正がなされたことにより時効消滅不整合期間となった期間を有する者であって、2013年（平成25年）7月1日において当該不整合期間が保険料納付済期間として老齢給付等を受けている者については、2018年（平成30年）3月31日（特定保険料納付期限日）までの間は、当該不整合期間は保険料納付済期間として扱われる（附則第9条の4の4）。つまり訂正によって年金額が減少してしまう場合であっても、訂正前と同等の年金額の支給を受けることが出来るのである。
保険料その他国民年金法の規定による徴収金を徴収し、又はその還付を受ける権利及び死亡一時金を受ける権利は、これらを行使することができる時から2年を経過したときは時効によって消滅する（第102条4項）。
- 失踪宣告を受けた者に係る消滅時効の起算日については、死亡とみなされた日（原則失踪の7年後）の翌日としているところであるが、死亡一時金については、死亡とみなされた日の翌日から2年を経過した後に請求があったものであっても、失踪宣告の審判の確定日の翌日から2年以内に請求があった場合には、給付を受ける権利について時効を援用せず、死亡一時金を支給することとする（平成26年3月27日年管管発0327第2号）。

保険料その他国民年金法の規定による徴収金についての督促は、時効の更新の効力を有する（第102条5項）。

## 国民年金保険料の推移
| 改正年月    | 毎月の保険料 | 改正年月    | 毎月の保険料 | 改正年月    | 保険料水準×保険料改定率=保険料 | 改正年月    | 保険料水準×保険料改定率=保険料 |
| ----------- | ------------ | ----------- | ------------ | ----------- | ------------------------------ | ----------- | ------------------------------ |
| 1961年4月〜 | 100円/150円  | 1984年4月〜 | 6,220円      | 2005年4月〜 | 13,580円×1=13,580円            | 2020年4月〜 | 17,000円×0.973≒16,540円        |
| 1967年1月〜 | 200円/250円  | 1985年4月〜 | 6,740円      | 2006年4月〜 | 13,860円×1=13,860円            | 2021年4月〜 | 17,000円×0.977≒16,610円        |
| 1969年1月〜 | 250円/300円  | 1986年4月〜 | 7,100円      | 2007年4月〜 | 14,140円×0.997≒14,100円        | 2022年4月〜 | 17,000円×0.976≒16,590円        |
| 1970年7月〜 | 450円        | 1987年4月〜 | 7,400円      | 2008年4月〜 | 14,420円×0.999≒14,410円        | 2023年4月〜 | 17,000円×0.972≒16,520円        |
| 1972年7月〜 | 550円        | 1988年4月〜 | 7,700円      | 2009年4月〜 | 14,700円×0.997≒14,660円        | 2024年4月〜 | 17,000円×0.999≒16,980円        |
| 1974年1月〜 | 900円        | 1989年4月〜 | 8,000円      | 2010年4月〜 | 14,980円×1.008≒15,100円        | 2025年4月〜 | 17,000円×1.030=17,510円        |
| 1975年1月〜 | 1,100円      | 1990年4月〜 | 8,400円      | 2011年4月〜 | 15,260円×0.984≒15,020円        |             |                                |
| 1976年4月〜 | 1,400円      | 1991年4月〜 | 9,000円      | 2012年4月〜 | 15,540円×0.964≒14,980円        |             |                                |
| 1977年4月〜 | 2,200円      | 1992年4月〜 | 9,700円      | 2013年4月〜 | 15,820円×0.951≒15,040円        |             |                                |
| 1978年4月〜 | 2,730円      | 1993年4月〜 | 10,500円     | 2014年4月〜 | 16,100円×0.947≒15,250円        |             |                                |
| 1979年4月〜 | 3,300円      | 1994年4月〜 | 11,100円     | 2015年4月〜 | 16,380円×0.952≒15,590円        |             |                                |
| 1980年4月〜 | 3,770円      | 1995年4月〜 | 11,700円     | 2016年4月〜 | 16,660円×0.976≒16,260円        |             |                                |
| 1981年4月〜 | 4,500円      | 1996年4月〜 | 12,300円     | 2017年4月〜 | 16,900円×0.976≒16,490円        |             |                                |
| 1982年4月〜 | 5,220円      | 1997年4月〜 | 12,800円     | 2018年4月〜 | 16,900円×0.967≒16,340円        |             |                                |
| 1983年4月〜 | 5,830円      | 1998年4月〜 | 13,300円     | 2019年4月〜 | 17,000円×0.965≒16,410円        |             |                                |

- 1970年（昭和45年）6月までは「35歳未満/35歳以上」で保険料月額が異なる。
- 保険料改定率=前年度の改定率×前年度の名目賃金変動率（前々年の物価変動率×4年前の年度の実質賃金変動率）

## 老齢基礎年金支給額の推移
| 改定年月    | 満額の年金額 | 改定年月     | 満額の年金額 | 改定年月     | 満額の年金額 | 改定年月    | 満額の年金額 |
| ----------- | ------------ | ------------ | ------------ | ------------ | ------------ | ----------- | ------------ |
| 1961年      | 24,000円     | 1988年4月〜  | 627,200円    | 2003年4月〜  | 797,000円    | 2019年4月〜 | 780,100円    |
| 1966年      | 60,000円     | 1989年4月〜  | 666,000円    | 2004年4月〜  | 794,500円    | 2020年4月〜 | 781,700円    |
| 1969年      | 96,000円     | 1990年4月〜  | 681,300円    | 2006年4月〜  | 792,100円    | 2021年4月〜 | 780,900円    |
| 1973年      | 240,000円    | 1991年4月〜  | 702,000円    | 2011年4月〜  | 788,900円    | 2022年4月〜 | 777,800円    |
| ：          | ：           | 1992年4月〜  | 725,300円    | 2012年4月〜  | 786,500円    | 2023年4月〜 | 795,000円    |
| 1976年      | 390,000円    | 1993年4月〜  | 737,300円    | 2013年10月〜 | 778,500円    | 2024年4月〜 | 816,000円    |
| ：          | ：           | 1994年4月〜  | 747,300円    | 2014年4月〜  | 772,800円    |             |              |
| 1980年      | 504,000円    | 1994年10月〜 | 780,000円    | 2015年4月〜  | 780,100円    |             |              |
| ：          | ：           | 1995年4月〜  | 785,500円    | 2016年4月〜  | 780,100円    |             |              |
| 1986年4月〜 | 622,800円    | 1998年4月〜  | 799,500円    | 2017年4月〜  | 779,300円    |             |              |
| 1987年4月〜 | 626,500円    | 1999年4月〜  | 804,200円    | 2018年4月〜  | 779,300円    |             |              |

※満額とは、1941年（昭和16年）4月2日以後に生まれた人が、40年間（20歳から60歳まで）全てが保険料納付済期間である場合の支給額である。ただし、1941年（昭和16年）4月1日以前に生まれた人は、生年月日により25〜39年納付すれば、満額の支給額になる。

## 歴史

### 国民年金の創設
労働者を対象とした年金制度（船員保険、厚生年金、共済年金）は昭和20年代以前からあったが、自営業者を対象とする年金制度は無かった。この不公平を是正するため、1959年（昭和34年）、社会保障制度審議会（当時会長：大内兵衛）は「国民年金法制定について」を答申し、第31回国会に国民年金法案を提出、国民年金法が制定され、適用事務は1960年（昭和35年）10月から、拠出制年金の開始に伴う保険料徴収は1961年（昭和36年）4月から開始された。
また国民年金が発足した1961年（昭和36年）に、既に高齢であったことを理由に、国民年金を受け取ることができない人々を救済するために、老齢福祉年金を全額国庫負担の（無拠出年金制度）として創設した。
国民年金法は、その後制定された「通算年金通則法」とともに国民皆年金の基盤となった。 また、1959年（昭和34年）11月に70歳を超えている人を対象に、全額税負担の老齢福祉年金を支給する制度が設けられた。1966年（昭和41年）に夫婦で1万円、1969年（昭和44年）に夫婦で2万円、1973年（昭和48年）に夫婦で5万円の年金が実現した。そして、難民条約締結を受けた法改正により、1982年（昭和57年）1月1日以降は国籍条項が撤廃された。

### 基礎年金制度の導入
産業構造の変化等により、財政基盤が不安定になっていたことや、加入している制度により給付と負担の両面で不公平が生じていたことから、公的年金の一元化が唱えられるようになった。その一環として、1985年（昭和60年）、全国民共通の基礎年金制度を創設する年金制度の抜本的改革が行われた。1986年（昭和61年）4月から、国民年金は、学生を除く（学生の強制加入は1991年（平成3年）4月から）20歳以上60歳未満の日本に住むすべての人を強制加入とし、共通の基礎年金（1階部分）を支給する制度になった。また、厚生年金等の被用者年金は、基礎年金の上乗せの2階部分として、報酬比例年金を支給する制度へと再編された。
基本的な考え方
- 就業構造や産業構造の変化に影響されない長期に安定した制度の構築
- 女性の年金権を確立すること

主な改正点
- 基礎年金制度の創設
- 第3号被保険者の新設
- 20歳前に障害になった人に障害基礎年金を支給

1997年（平成9年）には、全制度共通の一人一番号制として基礎年金番号が導入され、各制度間を移動する被保険者に関する情報を的確に把握することにより届出の簡素化、未加入者の発生防止などが図られた。

### 保険料負担と給付水準の適正化
2000年（平成12年）、長期に安定した信頼される年金制度を維持していくための改正が行われた。
基本的な考え方
- 活気ある長寿社会の現実に資すること
- 社会連帯と自助努力の適切な均衡を図る事
- 世代間・世代内の公平性を確保すること

主な改正点
- 年金額改定方式の変更（物価スライドのみで改定）
- 学生納付特例制度の導入
- 保険料半額免除制度の導入（2002年（平成14年）4月から）
- 保険料徴収事務を市町村から社会保険庁へ移管（2002年（平成14年）4月から）

### 新たな給付と負担の見直し
2004年（平成16年）、急速な少子高齢化の進展が予想され、将来にわたり年金制度を安心できるものとするために、給付と負担の見直しや収納対策を徹底する改正が行われた。
基本的な考え方
- 社会経済と調和した持続可能な制度を構築し国民の制度に対する信頼を確保すること
- 多様な生き方・働き方に対応した公的年金制度の構築

主な改正点
- 5年に一度の「財政検証」を導入（「財政再計算」の終了） - 以降は制度そのものの大幅な検証は行わなくなり、その時点での年金財政の検証を行うこととする。
- 保険料水準固定方式の導入（保険料水準の固定化）
- マクロ経済スライドの導入（負担と給付のバランスを取る調整。但し、際限無く年金支給金額が下がらない様に、現役世代の所得代替率50%支給保証を国の義務とする）
- 国庫負担割合の引き上げ（3分の1→2分の1。もっとも、実際には2004年（平成16年）改正時点では本則に盛込まれたにすぎず、附則において特例が設けられ、段階的に国庫負担割合が引き上げられたに過ぎなかった。消費税を含む税制抜本改革が行われることを前提に暫定的に2009年（平成21年）4月1日から国庫負担分を2分の1にしており、恒久化は消費税率が8%になった、2014年（平成26年）度から実施）
- 所得情報を取得するための法的整備
- 口座振替による保険料割引制度の導入
- 若年者猶予制度の導入（2005年（平成17年）から）
- 保険料多段階免除制度の導入（2006年（平成18年）7月から4段階）

### 積立金枯渇の可能性
2004年（平成16年）4月7日、自由民主党衆議院議員の安倍晋三は、衆議院厚生労働委員会で、自営業者らが加入する 国民年金について、現状のままだと積立金は2017年（平成29年）度に枯渇するとの見通しを述べた。また厚生労働省年金局長の吉武民樹は、毎年280円の引き上げでも2023年に積立金が枯渇するとの見通しを示した。学習院大学教授の鈴木亘は、2012年に発表した独自の試算で厚生年金の積立金が33年、国民年金の積立金が37年に枯渇するという見通しを示した
2004年（平成16年）度に導入されたマクロ経済スライドは、長期化したデフレーションの影響により、2014年（平成26年）度まで結局一度も実施されなかった。2004年（平成16年）度実績で233.8兆円だった積立金は2011年（平成23年）度実績では196.5兆円となり、厚生労働省の想定を上回るスピードで取り崩しが進んでいる。首相となった安倍は年金制度の改革に着手し、2013年（平成25年）10月より3度にわたって、特例水準（物価・賃金の下落に伴い下げられるはずだった年金額を据え置いた分）の引き下げを始め（2013年（平成25年）10月に1%、2014年（平成26年）4月に1%、2015年（平成27年）4月に0.5%。計2.5%の引き下げ）、2015年（平成27年）度に特例水準が解消したことで、マクロ経済スライドが初めて発動された。2015年10月には厚生年金と共済年金とを統合する被用者年金一元化が行われた。
主な改正点（2014年（平成26年）4月施行分）
- 遺族基礎年金の支給対象を父子家庭にも拡大
- 任意加入被保険者の保険料未納期間を合算対象期間へ算入
- 障害年金の額改定請求に係る待期期間の一部緩和
- 未支給年金の請求権者を3親等以内の親族まで拡大
- 保険料免除期間に係る保険料の取り扱いの改善、遡及期間の見直し
- 付加保険料の納付期間の延長
- 所在不明の年金受給者に係る届出制度の創設

### 年金問題
年金問題（ねんきんもんだい）とは、年金に関する諸問題のこと。各項目を参照のこと。
- 社会保険庁
- 年金未納問題
  - 政治家の年金未納問題
- 年金記録問題
- 国民年金不正免除問題
- 年金改ざん問題
- 公的年金流用問題
- 年金横領問題

その他、年金#日本も参照のこと。